# Barra (Gambie)
Pour les articles homonymes, voir Barra.
Barra est une ville de Gambie.

## Géographie
Situé sur la pointe de Barra, la ville fut capitale du royaume de Barrah.

## Personnalités
- Abu Bakarr Gaye (1951-2010), homme politique gambien, né à Barra le 26 septembre 1951